# Ekikibi
O ekikibi é uma dança de amor tradicional do povo Bakonzo, que vive nas montes Ruvenzori, no oeste de Uganda e no leste da República Democrática do Congo.  Bakonzo é um grupo étnico bantas localizado na região de Rwenzori em distritos que incluem; Distritos de Kasese, Bundibugyo, Bunyangabu e Ntoroko. A dança é realizada durante casamentos e outras ocasiões festivas e expressa a alegria e o afeto dos noivos.  

## História
O ekikibi é baseado no movimento dos peixes na água, que o povo bakonzo observava e admirava. A dança também foi influenciada pelo ambiente e pela cultura da região montanhosa, onde os bakonzos vivem há séculos. A dança foi transmitida de geração em geração e é considerada um símbolo da identidade e herança bakonzo.  

## Desempenho
O ekikibi é realizado por um grupo de dançarinos, geralmente composto por quatro homens e quatro mulheres, que usam trajes e adornos coloridos. A dança é acompanhada por canções de amor, que elogiam os noivos, e por instrumentos musicais, como tambores, flautas e chocalhos. Os dançarinos se movem em formação circular, com os homens do lado de fora e as mulheres do lado de dentro. A dança envolve passos rítmicos, saltos, giros e voltas, que imitam o movimento do peixe. Os dançarinos também trocam gestos e contato visual, que transmitem seus sentimentos e emoções.  

## Significado
O ekikibi é uma dança que celebra o amor, o casamento e a felicidade. É uma forma de expressar o vínculo e a harmonia entre os noivos e entre as duas famílias. É também uma forma de homenagear os ancestrais e os deuses, que acredita-se que abençoam a união e protegem o casal. O ekikibi é uma dança que mostra a beleza e a riqueza da cultura bakonzo e é uma fonte de orgulho e alegria para o povo.    